# Wenn du dumm bist
Wenn du dumm bist ist ein Lied des Rappers Finch, das im Januar 2025 erschien und sich satirisch mit der AfD sowie ihren Anhängern auseinandersetzt.

## Entstehung und Veröffentlichung
Geschrieben wurde das Lied vom Interpreten Finch (Nils Wehowsky) selbst, zusammen mit den Koautoren Daniel Großmann (Dirty Dasmo), Tom Hengelbrock, Matthias Mania, Karolina Schrader und Yannick Johannknecht (Aside). Aside, Dirty Dasmo und Mania zeichneten darüber hinaus auch für die Produktion verantwortlich.
Die Erstveröffentlichung von Wenn du dumm bist erfolgte als Single am 24. Januar 2025 bei den Musiklabels Chapter One und Walk This Way Records – rund einen Monat vor der Bundestagswahl 2025 und wurde als Kommentar zu dieser gesehen. Diese erschien als digitaler Einzeltrack zum Download und Streaming. Am 6. Februar 2025 erschien das Lied als Teil von Finchs fünftem Studioalbum Schluss mit lustig, dessen sechste Singleauskopplung es ist.

## Text und Musikvideo

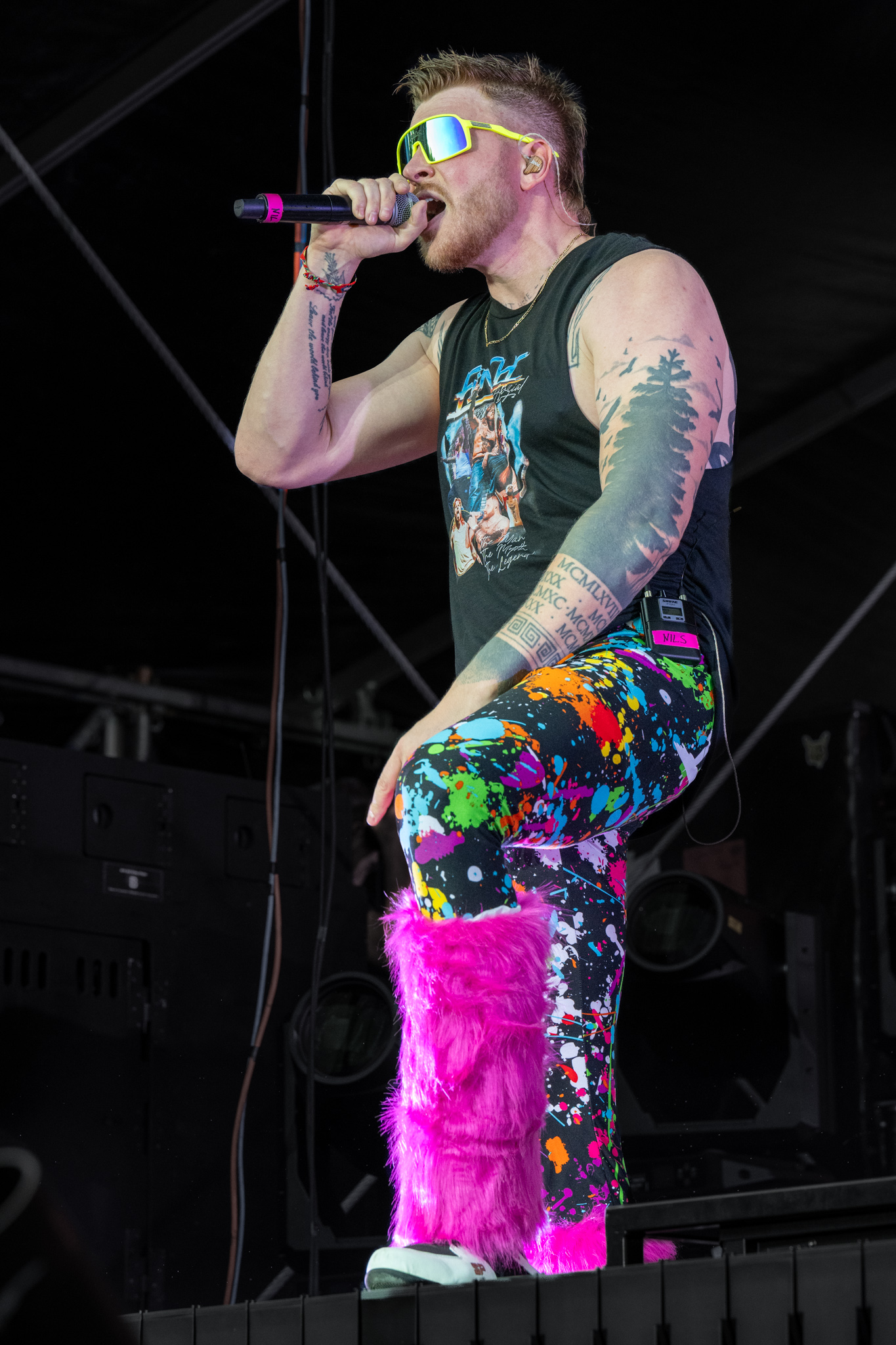
Finch in typischem Bühnenoutfit

Der Text enthält satirische Elemente und ist aus der Sicht eines klischeehaften Wutbürgers geschrieben und interpretiert. Unterstützt wird dies noch durch das ebenfalls am 24. Januar 2025 veröffentlichte Musikvideo. Es zeigt Finch unter anderem vor einer Plattenbau-Siedlung in Jogginghose und Bomberjacke mit Dosenbier. Inhaltlich werden Ausländerhass, Transphobie, die Leugnung des Klimawandels und die Ablehnung von E-Autos aufgegriffen und mit Berliner Schnauze vorgetragen. Der Ich-Erzähler ist dabei stolz auf seinen Alkohol- und Fleischkonsum, die er mit männlichem Verhalten gleichsetzt. Er hält nichts von der Sprachanpassung zum Schutz von Minderheiten („Und hab’ dit Schokoding noch nie im Leben ‚Schaumkuss‘ jenannt“) und nichts vom Frauenfußball. Seine politische Meinung hat er aus einer Telegram-Gruppe. Die Textzeilen werden mit passenden Bildern unterlegt, die unter anderem Finch vor einer Deutschlandfahne mit übervollem Aschenbecher oder grillend auf dem Balkon zeigen.
Dazu kommt der Refrain „Das Leben ist so leicht, wenn du dumm bist/Weil’s für alles einen einfachen Grund gibt/Alles im Lot, solang das Dosenbier noch schmeckt/Das Leben ist so leicht, wenn du dumm bist/Weil du’s verstehst, wenn du nur drei Sekunden rumklickst/Alles Idioten, die sind doof, nur du hast recht“, der, von Karolina Schrader mit hochgepitchter Stimme vorgetragen, den Song ironisch bricht.
Die AfD wird nicht namentlich genannt, aber durch den Kontext ist ersichtlich, dass diese mit „Nur die ein’n, die man wähl’n kann, ick weeß, wovon ick rede, Mann“ gemeint ist. Zudem teaserte Finch den Song bereits mit den Worten „Ist das jetzt eine AfD-Hymne?“ auf Instagram an.
Musikalisch ist der Song an den Happy Hardcore der 1990er angelehnt und enthält harte und schnelle Beats, die unter anderem an Scooter und Ballermann-Schlager erinnern.

## Rezeption

### Reaktionen
In den Kommentaren auf YouTube und Instagram entstanden schnell politische Diskussionen. Ein Großteil von Finchs Anhängern verstand die Botschaft hinter dem Song und feierte Finch für seine Haltung. Wieder andere, die die Botschaft ebenfalls verstanden hatten, aber eher dem rechten Lager angehörten, kritisierten den Rapper als Mainstream, „GEZ-Sympathisant“ oder als vom Staat bezahlten Aktivisten. Daneben gab es aber auch Stimmen, die die Ironie und den Sarkasmus des Songs nicht verstanden und unter das Video blaue Herzen und Bilder von Alice Weidel als Zeichen der Verbundenheit mit der AfD unter dem Video posteten. Zudem wurde ein Zusammenhang mit dem Messerangriff in Aschaffenburg 2025 gesehen, der jedoch zum Zeitpunkt der Veröffentlichung gerade zwei Tage alt war.
Nils Wehowsky, so Finchs bürgerlicher Name, postete im Anschluss ein längeres Statement, in dem er noch einmal klarstellte, dass er die Inhalte des Songs sich nicht zu eigen mache, sondern er sich satirisch zum Rechtsruck in Deutschland äußerte. Ideologisch möchte er sich allerdings nicht von einer politischen Partei vereinnahmen lassen, zumal er darauf verweist, auch von Linken- und Grünen-Anhängern nach seiner Meinung gecancelt und als „Prollrapper“ bezeichnet worden zu sein. Er sehe sich auch nicht als Mainstreamkünstler.
Der Song wurde an Schulen bereits kurz nach Veröffentlichung auf einer Lehrplattform als Unterrichtsmaterial zum Thema „Dummheit“ und Vorurteile verwendet. Unter anderem wurde der Song auch einer Gedichtinterpretation unterzogen.

### Kritiken
In seiner negativen Kritik über Finchs Album Schluss mit lustig hob Yannick Gölz auf Laut.de den Song als positives Beispiel hervor: „Kudos muss man ihm natürlich für Wenn Du Dumm Bist geben, einem Track, der Nazis und Verschwörungstheoretikern erfreulich eine mitgibt und klarmacht, dass er sich über seine Popularität in ihren Kreisen nicht gerade freut. Der Song ist definitiv der beste hier und klingt immerhin wie die B-Seite von einem dieser K.I.Z.-Beipackzettel-Alben wie dem Anschlag auf die U8. Aber auch hier merkt man eine grundsätzliche Anstrengung mit dem Beat – und Pointen, die selbst für die Heute Show eher abgestanden wären.“
In der PULS Musikanalyse bezeichnet Fridolin Achten den Song schon sechs Tage nach Release als einen der interessantesten Songs 2025.

## Chartplatzierungen
Wenn du dumm bist stieg in der Veröffentlichungswoche auf Rang elf der deutschen Singlecharts ein, was zugleich die beste Platzierung darstellte. Die Single platzierte sich sechs Wochen am Stück in den Top 100, letztmals am 7. März 2025. Das Lied avancierte zu Finchs 27. Charthit in Deutschland. Darüber hinaus belegte es Rang sechs der deutschsprachigen Singlecharts.
In Österreich platzierte sich Wenn du dumm bist eine Woche in den Charts und belegte dabei Rang 71 am 4. Februar 2025. Hier ist es nach Liebe auf der Rückbank (August 2023), Erwischt (April 2024) und Kamikaze (Mai 2024) der vierte Charthit für Finch.
| ChartsChartplatzierungen | Höchstplatzierung | Wochen |
| ------------------------ | ----------------- | ------ |
| Deutschland (GfK)        | 11 (6 Wo.)        | 6      |
| Österreich (Ö3)          | 71 (1 Wo.)        | 1      |

## Coverversionen
Mit dem Song Wenn du links bist veröffentlichten die Rapper Proto, Kavalier und Rapperin Runa, die zum Label NDS gehören, eine rechte Parodie auf das Lied. Finch entschied sich, das Geld von der GEMA, das ihm für die Verwendung der Melodie zustand, einzufordern und der Band Feine Sahne Fischfilet zukommen zu lassen. Als Grund gab er auf Nachfrage an, dass Feine Sahne Fischfilet sich auch in Gegenden engagieren, in denen die rechte Szene groß ist. Feine-Sahne-Fischfilet-Fans nahmen dies zum Anlass die Kommentarspalte des YouTube-Videos zu kapern.
Im Anschluss kündigten Feine Sahne Fischfilet und Finch eine weitere Zusammenarbeit an. Am 21. März 2025 erschien die gemeinsame Single Manchmal finde ich dich scheisse.